# Eugênio II de Constantinopla
Eugênio II de Constantinopla (em grego: Ευγένιος Β΄; 1780-1822 (42 anos)) foi patriarca ecumênico de Constantinopla entre 1821 e 1822. Antes disto, foi bispo metropolitano de Pomorie (Anquíalo), na Bulgária.

## História
Eugênio estava entre os bispos metropolitanos mantidos reféns por Mamude II juntamente com o patriarca Gregório V quando irrompeu a Guerra da Independência da Grécia em 1821. Em 10 de abril, Gregório V e seu antecessor, Cirilo VI, foram enforcados pelos otomanos no portão central do Patriarcado Ecumênico. O bispo metropolitano Eugênio, ainda um prisioneiro na época, foi eleito patriarca e assumiu o nome de Eugênio II. Faleceu de uma doença cardíaca em julho de 1822.